# Kōtarō Fujiwara
Kōtarō Fujiwara (japanisch 藤原 広太朗 Fujiwara Kōtarō; * 17. April 1990 in Itabashi) ist ein japanischer Fußballspieler.

## Karriere
Fujiwara erlernte das Fußballspielen in der Jugendmannschaft vom FC Tokyo und der Universitätsmannschaft der Ritsumeikan-Universität. Seinen ersten Vertrag unterschrieb er 2013 bei Tokushima Vortis. Der Verein spielte in der zweithöchsten Liga des Landes, der J2 League. Am Ende der Saison 2013 stieg der Verein in die J1 League auf. Am Ende der Saison 2014 stieg der Verein wieder in die zweite Liga ab. Für den Verein absolvierte er 189 Ligaspiele. 2019 wechselte er zum Ligakonkurrenten Tochigi SC. Für Tochigi absolvierte er 27 Ligaspiele. 2020 wechselte er für zwei Jahre auf Leihbasis zum Drittligisten Kagoshima United FC. Für das Team aus Kagoshima absolvierte er 31 Drittligaspiele. Nach Vertragsende bei Tochigi unterschrieb er im Januar 2022 einen Vertrag beim Drittligisten Giravanz Kitakyūshū|.